# Wael Nasri
Wael Nasri (Saint-Étienne, 5 novembre 1997) è un giocatore di football americano francese, che gioca come inside linebacker per i Munich Ravens.
Dopo aver giocato fino al 2015 per i Giants de Saint-Étienne e aver passato una stagione nei Falcons de Bron-Villeurbanne va a giocare per 3 anni in squadre universitarie canadesi. Nel 2020 si trasferisce ai danesi Triangle Razorbacks, mentre dal 2021 passa in ELF con i Berlin Thunder; nel 2022 passa ai Frankfurt Galaxy e 2024 ai Munich Ravens.